# Daniel de Queiroz

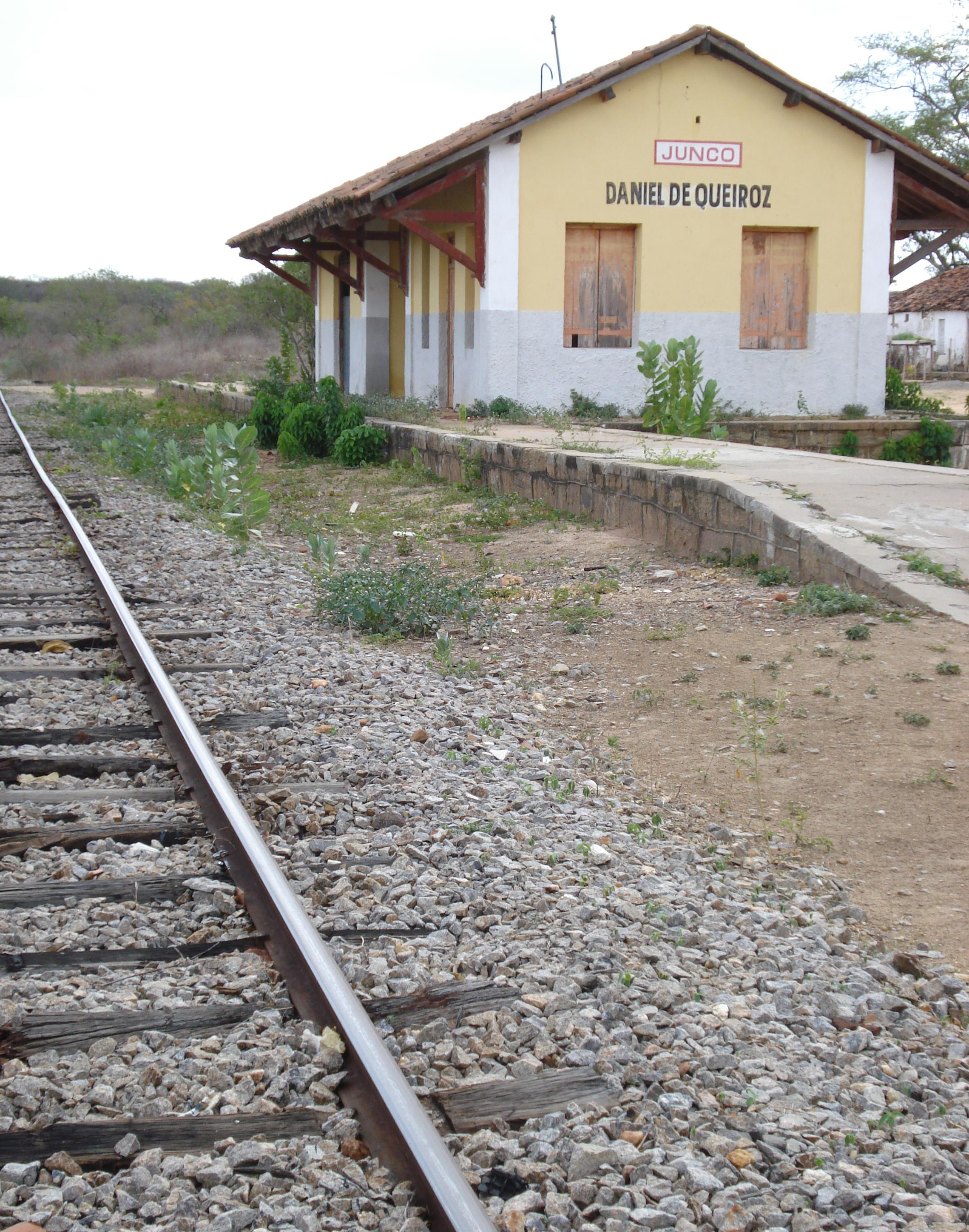
Estação ferroviária de Junco / Daniel de Queiroz.

Daniel de Queiroz é um distrito do município de Quixadá, estado do Ceará. tendo sido elevado a sede distrital pela lei estadual n° 1156 de 4 de dezembro de 1933.

## História

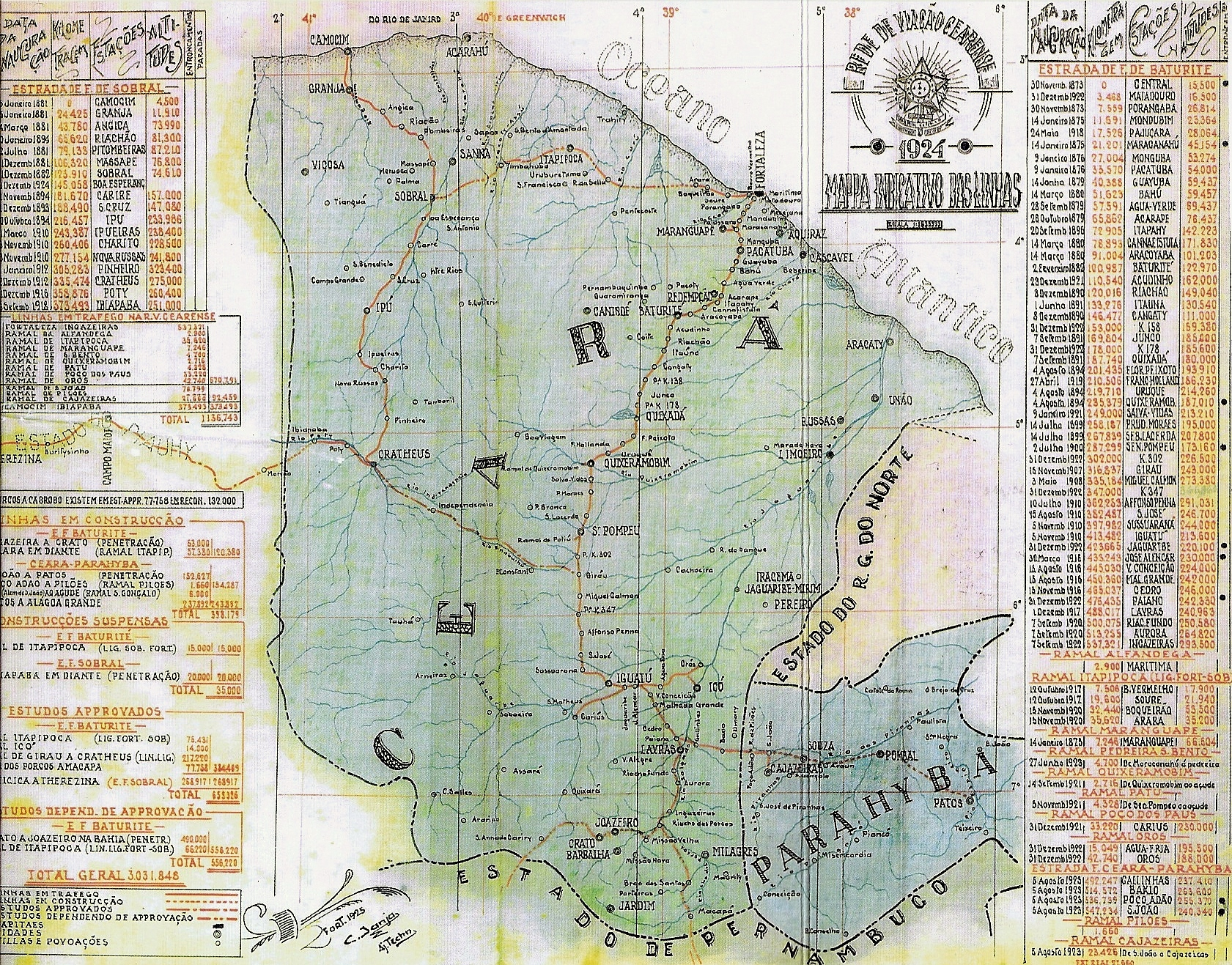
Mapa de 1924 da Rede de Viação Cearense com as estradas existentes e as planejadas no qual aparece a "Junco"

Seu surgimento está relacionado à construção da estação ferroviária de Junco datada de 1891 da então Rede de Viação Cearense. O nome Junco veio da fazenda na qual foi construída a estação que na época pertencia à Daniel de Queiroz Lima, a fazenda mantém a mesma denominação até hoje. Pelo decreto-lei estadual nº 1.114, de 30 de dezembro de 1943, o distrito de Junco passou a denominar-se Muxiopó. Em 1957, o nome foi alterado novamente, desta vez para Daniel de Queiroz pela lei estadual nº 3.626, de 11 de junho do mesmo ano.
| “ | Meninos criados à beira da linha férrea, a estação da RVC, orgulhosamente chamada Junco (o nome da fazenda de meu pai), para nós o trem era o rei do mundo, só tinha como rival o navio, que anda por cima do mar. Sabíamos decor o horário dos trens, inclusive os de carga. Conhecíamos os maquinistas e o nosso herói era um certo Abílio, que subia o alto da Carnaúba, passava voando pelo pontilhão do riacho dos Cavalos, e ia puxar os freios já na reta da estação. De noite era lindo, lá do alpendre da fazenda, via-se o holofote do trem, como um sol avermelhado, tirar a escuridão. Nós sentíamos uma espécie de sentimento de propriedade em relação à estrada. Afinal, fora o nosso avô, o dr. Arcelino, que doara e não venderea, como os demais proprietários, os 14 quilômetros de pista, com 30 metros de largura, para a linha passar. E só viajávamos de trem, até mesmo para ir a Quixadá, a curtas 3 léguas de distância. | ” |

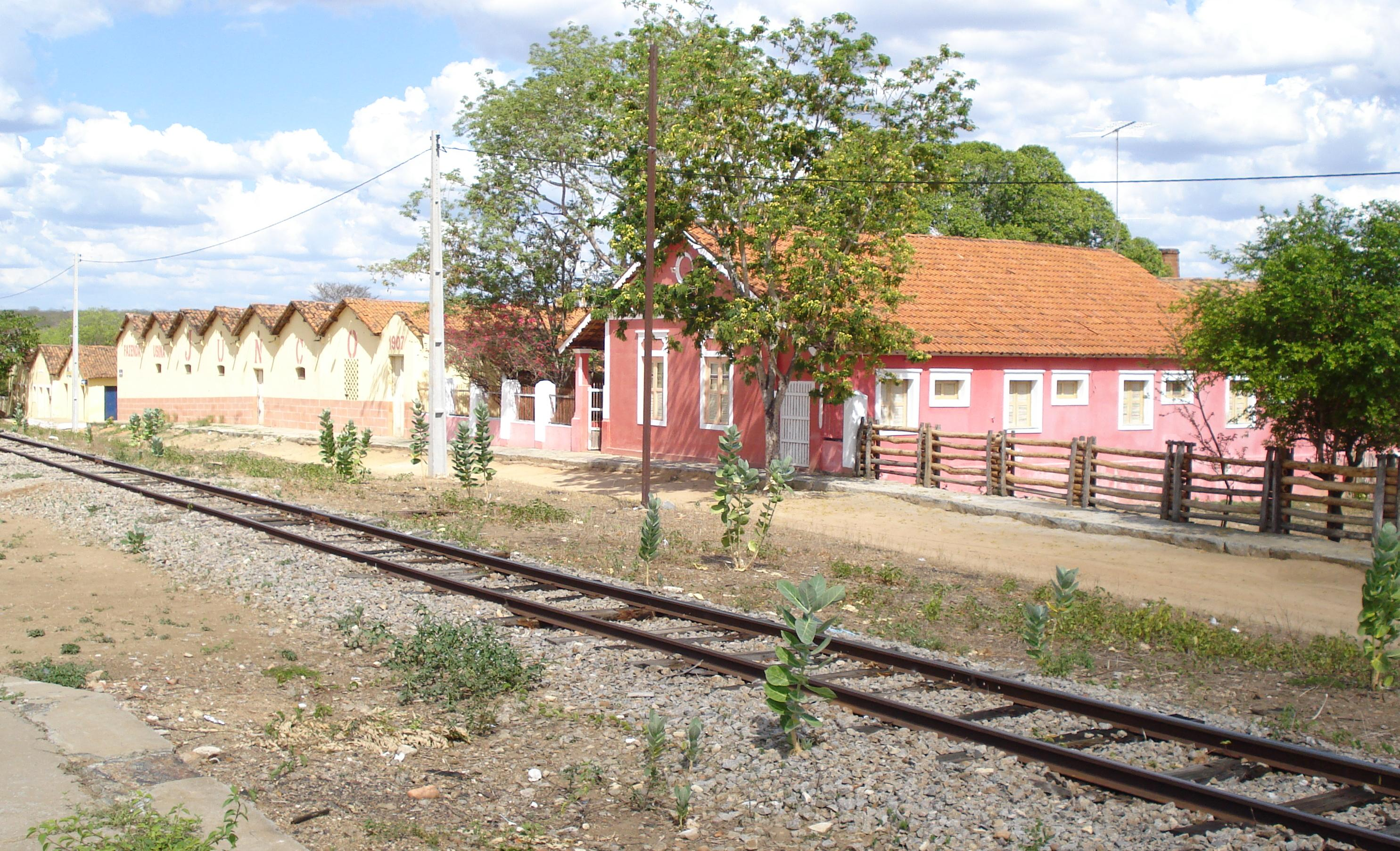
Vista parcial da sede do distrito e da linha férrea.

Antiga localidade de Junco (denominação ainda hoje usada por alguns moradores) o topônimo Daniel de Queiroz foi dado em homenagem ao pai da escritora cearense Rachel de Queiroz, que foi juiz em Quixadá de 1912 a 1914, data em que foi nomeado promotor em Fortaleza. Na área do distrito está localizada a Fazenda Não Me Deixes que pertenceu a Daniel e depois à Rachel de Queiroz e que, por iniciativa desta, foi transformada em reserva particular do patrimônio natural em 1999.
A sede do distrito não chega a ser uma vila, existem apenas algumas casas dispersas em torno da estação. sua população estimada pelo IBGE para 1996 era de 536 habitantes. Tem sua economia baseada na agricultura de subsistência e assim como os demais distritos quixadaenses, está também baseada nos salários do funcionalismo público municipal, nas aposentadorias e em programas assistenciais do governo federal.